# Nyengelska
Nyengelska (på engelska: Modern English) kallas den form av engelska språket som talades från 1400-talets slut och som fortfarande talas idag. Den engelska som talades från 1400-talets slut till år 1650 brukar dock delas in i en egen period och kallas tidig nyengelska.